# María Dolores Bas Bonald
María Dolores Bas Bonald (Cartagena, 1905-Cartagena, 1930), conocida también como Lolita Bas, fue una enfermera, escritora y maestra española. De ideología feminista y activa en Cartagena durante el primer tercio del siglo XX, fue calificada por el cronista Isidoro Valverde Álvarez como «rabiosamente feminista».

## Biografía
Vivió y murió en la calle de los Cuatro Santos, a la temprana edad de 25 años. Estudió para ser maestra de primera enseñanza, fue de las primeras mujeres –si no la primera– en conseguir el carnet de conducir en la Región de Murcia. Impartió charlas sobre feminismo en el Ateneo de Cartagena, fue dama enfermera de la Cruz Roja, en donde aportó su libro Vademécum de la dama enfermera y auxiliares sanitarios.
Además de todo esto, era una escritora con grandes dotes narrativas: en su producción literaria se encuentran obras poéticas y, la más destacada, su obra en prosa Leyendas.

## Obras
- Vademécum de la Dama Enfermera de la Cruz Roja y auxiliares sanitarios. María de los Dolores Bas Bonald; Cruz Roja Española. Cartagena, Garrido, 1921.
- Leyendas. María de los Dolores Bas Bonald. Editorial: Cartagena B. Jiménez [1923]
- El abrazo del muerto Autor: María de los Dolores Bas Bonald. [Murcia] Aries [1999]